# Björn Therkelson

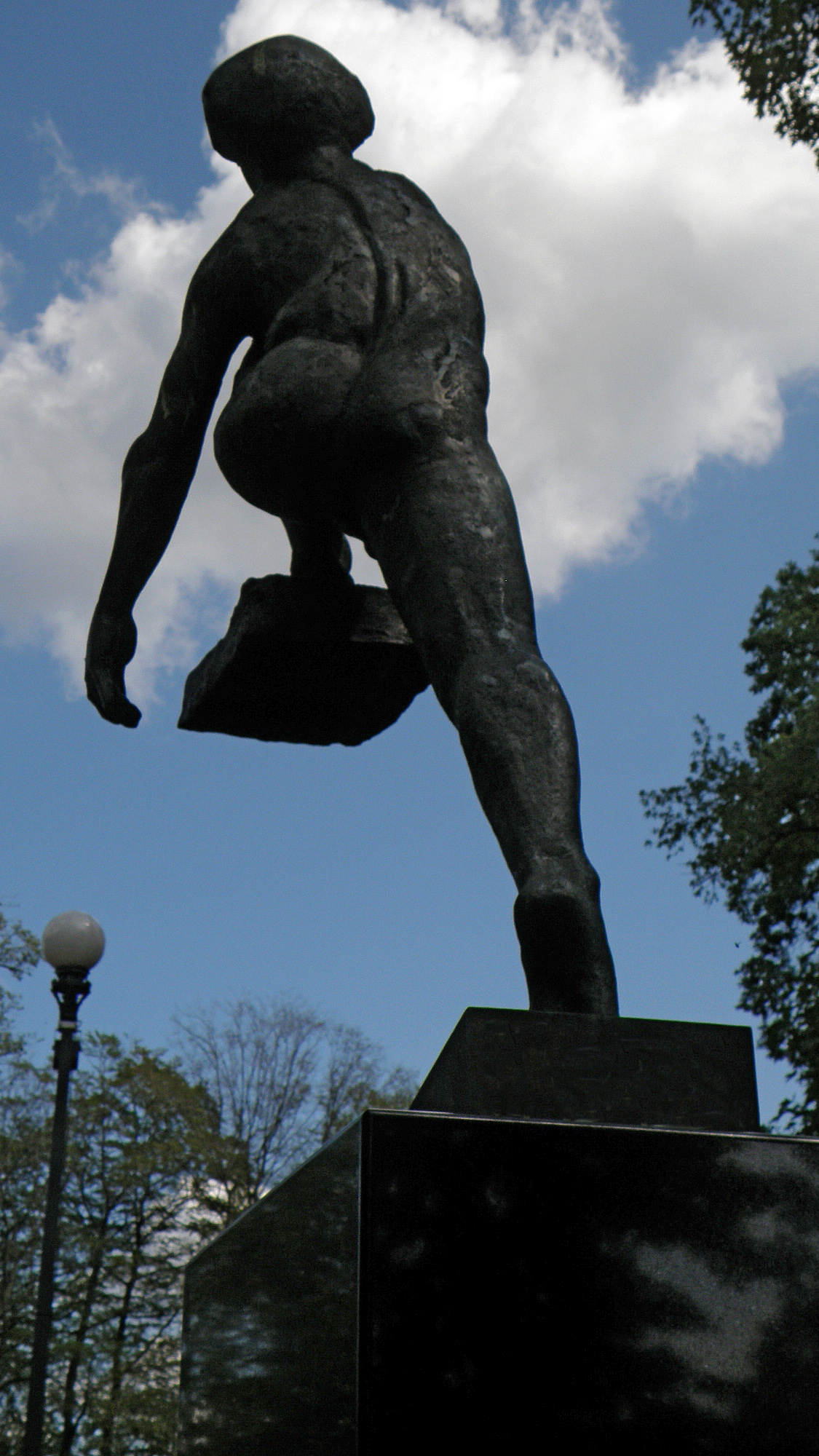
Klättraren av Björn Therkelson

Björn Therkelson, född 27 april 1946 i Malmö, är en svensk konstnär. 
Björn Therkelson är son till Gunnar Therkelson och Gun Therkelson. Han är utbildad på Nyckelviksskolan, Konstfack och på skulpturlinjen vid Hovedskous Målarskola i Göteborg 1978-1981. Han arbetade 2007-2012 som projektledare vid Västra Götalandsregionens Konstenhet. 2014 och 2018 kandiderade Therkelson till kommunfullmäktige i Falköping för Vänsterpartiet.
Han är representerad på Göteborgs konstmuseum, Statens konstråd och Konstmuseet i Skövde.

## Offentliga verk i urval
- Klättraren (1986), brons, Trädgårdsföreningen i Göteborg
- Toner, vid Halmstads kommunala musikskola
- Midgårdsormen (1996), ekebergsmarmor, utanför biblioteket i Floby
- Lejoninnor, Ytterby sjukhem
- Stendans, granit och stål, 1993, kvarteret Läkaren, Trädgårdsgatan i Falköping